# Dom Zdrojowy w Jelitkowie
Dom Zdrojowy w Jelitkowie (niem. Kurhaus Glettkau, Glethaus-Buchrestaurant) – historyczny obiekt rekreacyjny zlokalizowany w Gdańsku, w sąsiedztwie plaży w Jelitkowie. W różnych okresach nosił adres ulic Jelitkowskiej 57A, Pomorskiej 57A i Jelitkowskiej 2.

## Historia
Został zbudowany w latach 1907-1909 na terenie Parku Zdrojowego przez władze miejskie Oliwy w miejscu wcześniejszej, prowizorycznej zabudowy kąpieliska. Mieścił restaurację, bufet kawowy, sale przeznaczone do odpoczynku oraz drewniane łazienki damskie i męskie. Projekt powstał w pracowni architekta Kurta Arnheima.
Po zakończeniu II wojny światowej, którą budynek przetrwał, znajdowała się w nim restauracja „Szalanda”, następnie „Jelitkowska”. W 1993 w budynku ulokowano restaurację „Parkowa”.  

## Architektura
Budynek na planie prostokąta ze ściętymi narożnikami oraz ryzalitami oraz przybudówką przy południowo-wschodniej ścianie. Do budynku przylega też przybudówka w formie ostrogi (połowy ośmioboku). Budynek główny jednokondygnacyjny, ale podpiwniczony i z poddaszem. Piwnica i część parteru ceglana, a część z muru pruskiego. Układ sal jest skomplikowany, mieszcząc pomieszczenia kuchenne i konsumpcyjne. W 1984 wpisano go do wojewódzkiej ewidencji zabytków.